# خربشات
خربشات (بالإنجليزية: Catscratch) هو مسلسل رسوم متحركة تلفزيوني أمريكي من إنتاج دوغ تينابل (المعروف أيضا بمسلسل دودة الأرض جيم). تم بثه على كل من نكلوديون ونيكتونز في 9 يوليو 2005. وهو اقتباس من رواية مصورة لتينابل بعنوان Gear، وهو أيضا اسم شاحنة القطط. تم تلحين المسلسل من قبل زميل تينابل، تيري سكوت تايلور. يتحدث المسلسل عن ثلاث أخوة من القطط ترث ثروة كبيرة من صاحبة المنزل. وتعرض حاليا النسخة العربيّة على قناتي نكلوديون العربية وMBC 3.

## الشخصيات

### القطط
- السيد بليك

قط مغرور اسود الون ويعتقد أنه شخص عظيم لكنه ليس كذلك وهو من يسيطر على المنزل وكلامه مسموع دائماً ولكن عندما يعصي أحد ما كلامه تحدث المشاكل
- - مؤدي الصوت: واين نايت
  - المدبلج العربي: شهاب إبراهيم

قط غيور جدا ويحب نفسه أكثر من الاخرين
- غوردون كويد
  - مؤدي الصوت: روب بولسين
  - المدبلج العربي: عبدالله سعد

قط اسكتلندي يحب المغامرات والقصص الاسطورية
- وافلى
  - مؤدي الصوت: كيفن ماكدونالد
  - المدبلج العربي: أحمد حسين

قط يحب المشروب الغازي وحيوانات السمندل المائية الاليفة

### البشر
- فتاة كيمبرلي
  - مؤدية الصوت: ليليانا مامي
  - المدبلجة العربية:

فتاة غامضه تحب وحيد القرن الاسطوري
- هوفيز
  - مؤدي الصوت: موريس لامارش
  - المدبلج العربي: ياسر عزت

شخص يكره حياته بسبب أوامر مستر بليك ويعمل كخادم في بيت القطط

## وصلات خارجية
- خربشات على موقع IMDb (الإنجليزية)
- خربشات على موقع ميتاكريتيك (الإنجليزية)
- خربشات على موقع روتن توميتوز (الإنجليزية)
- خربشات على موقع كينوبويسك (الروسية)
- خربشات على موقع ألو سيني (الفرنسية)
- خربشات على موقع قاعدة بيانات الفيلم (الإنجليزية)